# Germaine Malaterre-Sellier
Pour les articles homonymes, voir Malaterre et Sellier.
Germaine Malaterre-Sellier, née à Paris, le 21 mai 1889et morte à Paris, le 29 mai 1967 est une féministe, catholique progressiste et pacifiste française décorée de la Croix de Guerre. Elle milite pour le droit de vote des femmes et le pacifisme. Elle est la première française à entrer à la Société des Nations.

## Biographie

### Famille
Germaine Sellier naît dans une famille de la bourgeoisie parisienne. Elle est la fille de Cécile Pauline Beaudet et d'Ernest Édouard Sellier. 

### Formation
En 1909, elle suit les cours de Association des Dames françaises et d'une société de la Croix-Rouge. 

### Première Guerre mondiale

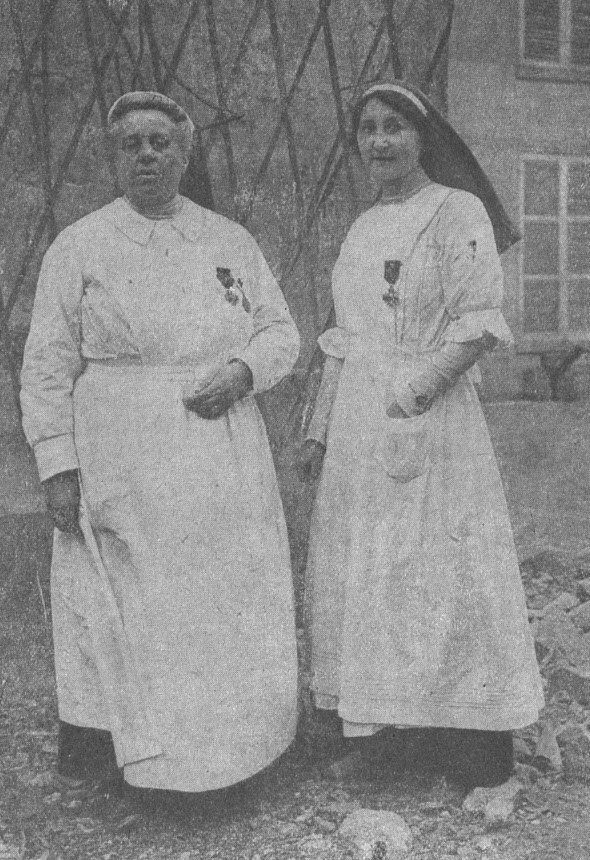
Jeanne Macherez et Germaine Sellier dans La Vie féminine (1919).

En 1914, elle est mobilisée sur le front en tant qu'infirmière-major. Elle exerce avec Jeanne Macherez à l'hôpital auxiliaire 201 de Soissons, où elle soigne les soldats français et la population lors des bombardements de Soissons survenus en 1914. 
Elle est blessée au genou le 10 mars 1915. Soissons est une ville-martyre. De nombreux journalistes français, britanniques et américains se rendent à Soissons et interrogent les deux infirmières, qui deviennent des héroïnes idéales pour servir le patriotisme et le nationalisme. Germaine Sellier  est surnommée « La Dame blanche de Soissons ». 
Elle reçoit la croix de guerre en 1915, qu'elle porte le jour de son mariage avec l'officier Henri Malaterre, le 6 juin 1917,.

### Militantisme
Après la guerre, influencée par la pensée de Marc Sangnier, Germaine Malaterre-Sellier se consacre à défendre le féminisme réformiste et le pacifisme. Elle donne de nombreuses conférences, en tant qu'ancienne combattante, ce qui lui permet d'accéder à la vie politique et publique. En 1929, elle devient vice-présidente de la fédération de la Seine de la Ligue de la Jeune République. Elle écrit dans le journal La Jeune-République sur le féminisme et le pacifisme.
Germaine Malaterre-Sellier défend un pacifisme catholique et maternaliste. Elle fait le parallèle entre une mère qui s'occupe de ses enfants et une infirmière qui soigne les soldats. Elle demande le droit de vote pour les femmes en raison de leurs sacrifices et participation à la guerre. Elle est la première déléguée française à intégrer la Société des Nations. Elle est vice-présidente de l'Union féminine pour la Société des Nations et de la Ligue internationale du désarmement moral par les femmes et préside à la section paix du Conseil national des femmes françaises. À la fin des années 1930, elle intègre le Rassemblement universel pour la paix et préside la commission paix du Conseil international des femmes. Elle est également secrétaire générale puis présidente de l'Union française pour le suffrage des femmes,. 
En avril 1937, lorsqu'Henri de Kerillis attaque Cécile Brunschvicg, elle co-écrit une lettre au directeur de L’Écho de Paris, pour protester,. 
À la libération de la France, elle préside l'Union française pour le suffrage des femmes, rebaptisée Union française des électrices.

## Distinctions
- Officier de la Légion d'honneur (décret du 9 décembre 1952), décoration remise par Francisque Gay à Paris, le 1er décembre 1954[1] ; chevalier par décret du 10 octobre 1921, décoration remise par son mari, Henri Malaterre[3], lui-même chevalier de la Légion d'honneur, le 19 novembre 1921[1].
- Croix de guerre 1914–1918 (1915) avec palmes (avec deux citations)[3].
- Le 3 juin 1916, Jeanne Macherez et Germaine Sellier reçoivent le prix Audiffred de l'Académie des sciences morales et politiques[9].

## Hommages
En 1939, Chana Orloff réalise un buste de Germaine Malaterre-Sellier.